# Crocicreas dispersellum
Crocicreas dispersellum är en svampart som tillhör divisionen sporsäcksvampar, och som först beskrevs av Petter Adolf Karsten, och fick sitt nu gällande namn av Steven E. Carpenter. Crocicreas dispersellum ingår i släktet Crocicreas, och familjen Helotiaceae. Arten är reproducerande i Sverige.